# 五十岚久人
五十岚久人（日语：／ Igarashi Hisato，1951年2月19日—），日本男子体操运动员。他曾获得1976年夏季奥运会体操比赛男子团体全能金牌。他在退役后于新潟大学担任教授。